# Minyaspis bocki
Minyaspis bocki is een rankpootkreeftensoort uit de familie van de Oxynaspididae. De wetenschappelijke naam van de soort is voor het eerst geldig gepubliceerd in 1921 door Nilsson-Cantell.